# Zangolo
A 13 km da Gubbio in Umbria, si trova Zangolo, situata a 390 metri s.l.m. lungo la strada SS219 che porta allo snodo della E45 all'altezza di Umbertide, nota per il Castello di Carbonana del V secolo, con 26 abitanti è una delle frazioni più piccole del comune.

## Storia
Lo scopo dell'edificazione di questo castello nella frazione di Zangolo era creare una postazione militare, quando il Senato era a Roma e l'imperatore si trovava a Ravenna. Di quell'epoca oggi resta intatta la torre principale, la più alta, mentre la torre minore è stata costruita nel X secolo e costituisce la parte anteriore dentellata dell'edificio. Due secoli più tardi venne costruita la torre circolare e nel 1400 fu completato tutto l'edificio. All'abate venne dato l'appellativo di Conte.

## Curiosità
Il Castello di Carbonana, formato da 37 locali per una superficie totale di 2000 m², venne acquistato il 9 febbraio 2011 da un canadese per 2'6 milioni di euro.